# Antoni Józef Gliński
Antoni Józef Gliński (1817, Szczorsy nad Niemnem – 30. června 1866, Vilnius) byl polský spisovatel, novinář, folklorista a pohádkář.
Gliński se narodil jako syn poddaného na území území dnešního Běloruska ve vsi Szczorsy nad Niemnem dvacet pět kilometrů východně od města Novogrodek. Díky vlastnímu úsilí dosáhl ale vzdělání a již od roku 1844 působil ve Vilniusu jako úředník a redaktor Kuriera Wileńskiego. Sbíral a psal pohádky, některé z nich přeložil z děl ruských klasiků a vydával je za lidové (např. pohádky od Puškina nebo Žukovského). Jeho hlavním dílem je čtyřdílný Bajarz polski, zbiór baśni, powieści i gawęd ludowych (1853), do polštiny přeložil v letech 1860 až 1863 Krylovovy bajky.

## Česká vydání
- Polské bajky, Jan Laichter, Praha 1913, přeložil Bořivoj Prusík,
- Tři národní pohádky polské, Nakladatelské družstvo Máje, Praha 1913, vypravuje Cyrill Kredba,
- Polské pohádky národní, Čeněk Semerád, Praha 1928, přeložil Čeněk Semerád,
- O žabce princezně, SNDK, Praha 1959, přeložil Rudolf Lužík.